# Laneuvelotte
Laneuvelotte är en kommun i departementet Meurthe-et-Moselle i regionen Grand Est (tidigare regionen Lorraine) i nordöstra Frankrike. Kommunen ligger i kantonen Seichamps som tillhör arrondissementet Nancy. År 2022 hade Laneuvelotte 431 invånare.

## Befolkningsutveckling
Antalet invånare i kommunen Laneuvelotte
| Referens: INSEE |